# بازار زرند
بازار زرند مربوط به دوره قاجار است و در زرند، خیابان امام خمینی، میدان امام واقع شده و این اثر در تاریخ ۲۲ مرداد ۱۳۸۴ با شمارهٔ ثبت ۱۳۲۸۸ به‌عنوان یکی از آثار ملی ایران به ثبت رسیده است.